# Sofina
Sofina (originariamente Société Financière de Transports et d'Entreprises Industrielle), con sede a Bruxelles, è una società di investimento belga quotata in borsa. Sofina gestisce un patrimonio di circa € 9 miliardi ed ha uffici in Belgio, Lussemburgo e Singapore.

## Sfondo
Sofina è stata fondata nel 1898 a Bruxelles con capitale tedesco e statunitense ed è stata inizialmente coinvolta in una serie di importanti investimenti e concessioni internazionali nei settori dell'energia e dei trasporti in Europa e America (compresi tram, elettricità, petrolio greggio, ecc. In Spagna, Portogallo, Ungheria, Argentina, Italia, Francia, ecc.); dagli anni '60 l'azienda è diventata una holding di investimento.
Oggi la Società investe in 3 pilastri: partecipazioni di minoranza a lungo termine in consolidate realtà europee, fondi di private equity e venture capital, e start-up in Europa, Nord America e Asia. Investimenti di minoranza rilevanti sono BioMérieux, Colruyt, Danone, Ipsos, Orpea, SES e Vente-privee, Bytedance e Flipkart. 
Sofina inoltre mantiene relazioni ed investe in vari fondi di gestione (circa 80); tra questi alcuni dei principali sono Sequoia, Andressen Horowitz, TA Associates, Francisco Partners, Founders Fund, Accel, General Atlantic e General Catalyst.
Sofina è controllata dalla famiglia industriale belga Boël (quota indiretta del 54,8%).